# 敵擊劍

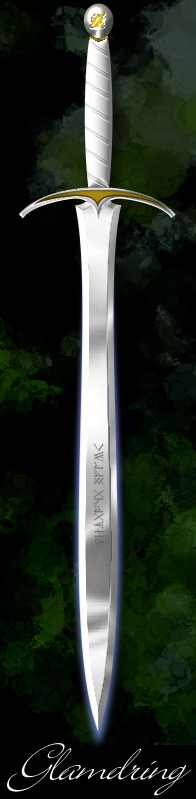
甘道夫配劍敵擊劍的意想圖。

在托爾金（J. R. R. Tolkien）奇幻小說的中土大陸裡，敵擊劍格蘭瑞（Glamdring）是精靈王特剛（Turgon）在第一紀元鑄造的一口劍。在之後的數千年，敵擊劍一直不知所終，直至《哈比人歷險記》時期，甘道夫（Gandalf）在食人妖的巢穴發現了敵擊劍（同時發現刺針及獸咬劍）。甘道夫將敵擊劍收為己用。在《魔戒》裡，甘道夫也一直使用此劍，他在對抗炎魔的時候、亦是使用此劍。
敵擊劍又名「破敵之物」，半獸人稱敵擊劍為「打劍」。敵擊劍有「粉碎敵人（Foe Hammer）」之意，格蘭瑞之名則來自精靈語，為「喧囂的軍隊（din horde）」之意。
敵擊劍及獸咬劍都被形容為擁有美麗的劍鞘和鑲嵌著寶石的劍柄。愛隆（Elrond）曾說貢多林的國王曾持有敵擊劍。
第三紀元末，甘道夫似乎攜同敵擊劍離開了中土大陸，前往海外仙境（Undying Lands）。
敵擊劍上刻有精靈語的咒文，是以辛達林語所寫的，但是，托爾金在後期的著作裡卻清楚說明特剛在貢多林重振昆雅語（見「中土世界的人民」第348頁）。奇怪的是，從《哈比人歷險記》裡可得知甘道夫是不懂這些咒語，而愛隆則懂得，推測這些咒語可能是以一些甘道夫不知道的特殊字體刻下，又或這是一處矛盾，這符合《哈比人歷險記》並非刻意依據《精靈寶鑽》而寫的。精靈的語言在特剛的時代發生轉變，而愛隆是經歷過第一紀元的人物，故他懂得這些咒文，而甘道夫則是在第三紀元中才離開阿門洲（Aman）前往中土大陸，所以甘道夫不懂這些咒文。
與其他精靈的劍一樣，當半獸人靠近時，敵擊劍會發出白色或藍色的光芒，佛羅多的刺針及索林·橡木盾（Thorin Oakenshield）的獸咬劍都有這個特性。

## 改編描述
彼得·傑克森執導的電影《魔戒》系列裡，敵擊劍上的咒文寫道「Turgon Aran Gondolin, Tortha gar a matha Glamdring, Vegil Glamdring gud daelo. Dam an Glamhoth」。這可翻譯成「貢多林國王特剛擁有此劍，魔苟斯軍隊的仇敵，半獸人的殺手」。這些咒文卻沒有在任何托爾金原著裡說明，只有說明咒文包含了敵擊劍的名字，其他有關咒文的就一概不明。這是製片人創造出來的，但又說得通。
此外在電影裡，敵擊劍遇見半獸人會發光的特性似乎沒有得到反映，只在第三部米那斯提力斯被圍攻的一個鏡頭裡可見敵擊劍泛藍。